# تام بریتلتون
جان تامس بریتلتون (به انگلیسی: John Thomas Brittleton) (زاده ۲۳ آوریل ۱۸۸۲ - درگذشته ۲۲ فوریه ۱۹۵۵) بازیکن فوتبال اهل کشور انگلستان که سابقهٔ بازی در تیم ملی فوتبال انگلستان را در کارنامهٔ خود دارد. وی در تاریخ ۱۰ فوریه ۱۹۱۲ نخستین بازی ملی خود را در مقابل تیم ملی فوتبال ایرلند انجام داد و با حضور در ۵ بازی ملی، در تاریخ ۱۶ مارس ۱۹۱۴ واپسین بازی ملی‌اش را در برابر تیم ملی فوتبال ولز برگزار کرد.